# 老挝比氏鼯鼠
老挝比氏鼯鼠（学名：Biswamoyopterus laoensis），一种于老挝中部地区发现的啮齿动物，隶属于松鼠科鼯鼠族比氏鼯鼠属。本种的模式标本收集自老挝波里坎塞省北卡定县当地乡村的一个食品市场。

## 形态特征
老挝比氏鼯鼠属于一种大型鼯鼠，模式标本头体长455毫米，尾长620毫米，重1800克。身体背部为深红棕色，腹部呈浅橙色，具有许多不连续的黑色条纹。耳簇黑色。尾部黑色。